# Ewa Swoboda
Ewa Nikola Swoboda (née le 26 juillet 1997 à Żory) est une athlète polonaise, spécialiste des épreuves de sprint.

## Biographie
Quatrième du 100 mètres lors des championnats du monde cadets 2013, elle se classe cinquième des championnats du monde juniors 2014. En août 2014, lors des Jeux olympiques de la jeunesse d'été de Nankin en Chine, elle établit un nouveau record de Pologne junior du 100 m en 11 s 30, mais est disqualifiée en finale à la suite d'un faux départ.
En 2015, elle atteint la finale du 60 mètres des Championnats d'Europe en salle de Prague. Elle termine huitième de la finale en établissant un nouveau record d'Europe junior en 7 s 20. L'été suivant, elle est sacrée championne d'Europe junior sur 100 m en 11 s 52. Un mois auparavant, elle établit sa meilleure marque personnelle en Autriche en 11 s 24.
Le 30 janvier 2016 au Luxembourg, Swoboda court le 60 m en 7 s 13. Il s'agit de la meilleure performance mondiale de l'année (WL), d'un record national sénior de Pologne (il a tenu pendant 30 ans) et d'un nouveau record d'Europe junior. Cette performance est alors à seulement 4 centièmes du record mondial junior détenu par la Nigériane Joan Uduak Ekah datant de 1999,. Quelques jours plus tard, elle remporte la finale du meeting de Düsseldorf (7 s 16) puis celle de Łódź (7 s 15).
Le 12 février, à Toruń, après avoir gagné sa série d'une grande facilité (7 s 16), la Polonaise remporte la finale du 60 m en établissant un nouveau record du monde junior en 7 s 07,,,. Elle améliore les 7 s 09 de Joan Uduak Ekah de 1999. Cette performance est également la meilleure performance mondiale de l'année, partagée avec la Néerlandaise Dafne Schippers. Elle ne participe cependant pas aux Championnats du monde en salle de Portland en mars.
Le 10 juillet 2016, elle prend la 7e place de la finale du relais 4 x 100 m des Championnats d'Europe d'Amsterdam en 43 s 24. Sur 100 m, elle atteint les demi-finales des Jeux olympiques de Rio (11 s 18).
Le 2 février 2019, à Karlsruhe, elle améliore la meilleure performance mondiale de l'année sur 60 m lors des séries en réalisant 7 s 08, son second meilleur chrono de sa carrière derrière ses 7 s 07 de 2016. Elle remporte ensuite la finale en 7 s 10, devant Dafne Schippers. Vainqueure ensuite à Łódź (7 s 13), Toruń (7 s 15), Madrid (7 s 11), Toruń (7 s 15) et 2e à Düsseldorf (7 s 10), la Polonaise fait figure de favorite pour les championnats d'Europe en salle de Glasgow. Le 2 mars, en finale des championnats d'Europe, la Polonaise remporte la finale en 7 s 09 et décroche son premier titre international chez les séniors, et devance sur le podium les anciennes championnes de la distance, Dafne Schippers (7 s 14) et Asha Philip (7 s 15).
Le 17 juillet 2023, lors du Mémorial Kamila Skolimowska à Chorzów, étape de la Ligue de diamant, Ewa Swoboda termine 3e de la carrière et descend pour la première fois sous la barre des 11 secondes, en 10 s 94.

## Vie privée
Ewa Swoboda a entretenu une brève relation avec le lanceur de poids Konrad Bukowiecki de août à décembre 2016.

## Palmarès
| Date | Compétition                        | Lieu                               | Résultat | Épreuve   | Temps   |
| ---- | ---------------------------------- | ---------------------------------- | -------- | --------- | ------- |
| 2013 | Championnats du monde cadets       | Donetsk                            | 4e       | 100 m     | 11 s 61 |
| 2014 | Championnats du monde juniors      | Eugene                             | 5e       | 100 m     | 11 s 59 |
| 2015 | Championnats d'Europe en salle     | Prague                             | 8e       | 60 m      | 7 s 20  |
| 2015 | Championnats d'Europe par équipes  | Tcheboksary                        | 3e       | 100 m     | 11 s 47 |
| 2015 | Championnats d'Europe par équipes  | Tcheboksary                        | 4e       | 4 x 100 m | 43 s 28 |
| 2015 | Championnats d'Europe juniors      | Eskilstuna                         | 1re      | 100 m     | 11 s 52 |
| 2015 | Championnats d'Europe juniors      | Eskilstuna                         | 2e       | 4 x 100 m | 45 s 28 |
| 2016 | Championnats d'Europe              | Amsterdam                          | 6e       | 4 x 100 m | 43 s 24 |
| 2016 | Championnats du monde juniors      | Bydgoszcz                          | 2e       | 100 m     | 11 s 12 |
| 2017 | Championnats d'Europe en salle     | Belgrade                           | 2e       | 60 m      | 7 s 10  |
| 2017 | Championnats d'Europe par équipes  | Lille                              | 2e       | 4 x 100 m | 43 s 07 |
| 2017 | Championnats d'Europe espoirs      | Bydgoszcz                          | 1re      | 100 m     | 11 s 42 |
| 2018 | Championnats d'Europe              | Berlin                             | 6e       | 4 x 100 m | 43 s 34 |
| 2019 | Circuit mondial en salle de l'IAAF | Circuit mondial en salle de l'IAAF | 1re      | 60 m      | détails |
| 2019 | Championnats d'Europe en salle     | Glasgow                            | 1re      | 60 m      | 7 s 09  |
| 2019 | Championnats d'Europe espoirs      | Gävle                              | 1re      | 100 m     | 11 s 15 |
| 2019 | Championnats d'Europe espoirs      | Gävle                              | 3e       | 4 x 100 m | 44 s 08 |
| 2019 | Championnats d'Europe par équipes  | Bydgoszcz                          | 3e       | 100 m     | 11 s 35 |
| 2022 | Championnats du monde en salle     | Belgrade                           | 4e       | 60 m      | 7 s 04  |
| 2022 | Championnats d'Europe              | Munich                             | 4e       | 100 m     | 11 s 18 |
| 2022 | Championnats d'Europe              | Munich                             | 2e       | 4 x 100 m | 42 s 61 |
| 2023 | Championnats d'Europe en salle     | Istanbul                           | 2e       | 60 m      | 7 s 09  |
| 2023 | Jeux européens                     | Chorzów                            | 1re      | 100 m     | 11 s 09 |
| 2023 | Jeux européens                     | Chorzów                            | 2e       | 4 x 100 m | 42 s 97 |
| 2023 | Championnats du monde              | Budapest                           | 6e       | 100 m     | 10 s 97 |
| 2023 | Championnats du monde              | Budapest                           | 5e       | 4 x 100 m | 42 s 66 |
| 2024 | Championnats du monde en salle     | Glasgow                            | 2e       | 60 m      | 7 s 00  |
| 2024 | Championnats d'Europe              | Rome                               | 2e       | 100 m     | 11 s 03 |
| 2024 | Championnats d'Europe              | Rome                               | finale   | 4 x 100 m | DNF     |

## Records
| Épreuve | Épreuve   | Temps     | Lieu    | Date            |
| ------- | --------- | --------- | ------- | --------------- |
| 60 m    | En salle  | 6 s 98 NR | Glasgow | 2 mars 2024     |
| 100 m   | Plein air | 10 s 94   | Chorzów | 17 juillet 2023 |
| 200 m   | Plein air | 23 s 79   | Linz    | 17 juin 2018    |